# Cape Coral
Cape Coral ist eine Stadt im Lee County im US-Bundesstaat Florida und mit 194.016 Einwohnern (Stand: Volkszählung 2020) die größte Stadt des Countys.

## Geographie
Cape Coral liegt im Südwesten Floridas am Golf von Mexiko. Die Stadt ist durch den Caloosahatchee River von Fort Myers getrennt. Tampa liegt 190 km und Miami 230 km entfernt. Cape Coral ist eines der Oberzentren der Cape Coral–Fort Myers, FL Metropolitan Statistical Area.
Das Stadtgebiet hat eine Größe von 298,1 km². Somit ist Cape Coral eine der flächenmäßig größten und eine der am schnellsten wachsenden Städte in Florida. Die Stadt ist in vier große Quadrate aufgeteilt: Northwest (N.W.), Northeast (N.E.), Southwest (S.W.) und Southeast (S.E.). Zwei zentrale Straßen kennzeichnen die Teilung:
Der Santa Barbara Boulevard verläuft in Nord-Süd-Richtung, die Pine Island Road in Ost-West-Richtung. Die meisten Nebenstraßen oberhalb des Cape Coral Parkways sind einfach durchnummeriert und mit einem Zusatz versehen (Street, Avenue, Terrace, Place, Court, Lane). Lediglich im Gebiet des Yacht Clubs besitzen die Nebenstraßen eigene Straßennamen.

### Klima
Cape Coral liegt im Übergangsbereich zwischen einem tropischen Monsunklima (effektive Klimaklassifikation nach Köppen: Am) und einem tropischen Savannenklima (effektive Klimaklassifikation nach Köppen: Aw) mit feucht-heißen Sommern und trocken-warmen Wintern.
Statistisch regnet es in den Sommermonaten an durchschnittlich 30 % der Tage, wenn auch nur kurzfristig. Die höchsten Temperaturen mit bis zu 33 °C werden von Mai bis Oktober erreicht. Die kältesten Monate sind von Dezember bis Februar mit durchschnittlich 24 °C. Schneefall ist in der Region nahezu unbekannt.
Zwischen Juni und November liegt die Stadt im Einflussbereich atlantischer Hurrikane. Zuletzt zog Hurrikan Ian im September 2022 über die Region um Cape Coral.

## Geschichte
Cape Coral ist eine junge Stadt, gerade nach europäischen Maßstäben. Ende der 1950er Jahre fing der Boom an. Im Jahre 1957 wurde die „Gulf American Land Corporation“ gegründet, die sich daran machte, das den Brüdern Leonard und Jack Rosen gehörende Land nördlich des Caloosahatchee River in ein wahres „Wasserstraßen-Wunderland“ umzuwandeln. Brach- und Weideland wurde mit Kanälen und Straßen durchzogen. Insgesamt bietet Cape Coral nun 400 Meilen (640 km) an Wasserstraßen und Kanälen, teils mit Zugang zum Golf von Mexiko.
Die ersten Häuser wurden 1958 erbaut. Dank einer aktiven Werbekampagne wuchs die Stadt schnell, wenn auch viele Immobilienkäufer bald feststellen mussten, dass das heiß angepriesene Grundstück meilenweit von sämtlichen Einrichtungen der Zivilisation entfernt lag und im Grund wertlos war. Andere hatten mehr Glück, oder informierten sich vor dem Kauf gründlicher, und konnten sich über ein Stück Land freuen, dessen Wert sich im Laufe der Zeit vervielfachte.
1964 entstand die Cape Coral Bridge, die die Stadt mit Fort Myers verbindet. Aufgrund des großen Bevölkerungswachstums wurde eine weitere Brücke nötig und 1997 fertiggestellt. Die „Midpoint Bridge“ hat beide Städte noch enger zusammengebracht.
Der älteste Teil Cape Corals, der „Yacht Club“ im südöstlichen Zipfel, entstand in den 1960er Jahren. Weitere Gebiete folgten: die sog. „Gold Coast“ im Osten, die „Pelican Area“ im Süden.
1970 wurde Cape Coral als Stadt eingetragen. Die Stadt hat heutzutage (2007) knapp 170.000 Einwohner. Im Winter steigt die Population dank der Touristen und der sogenannten „snow birds“ (Amerikaner aus dem kälteren Norden, die im wärmeren Florida überwintern) um weitere ca. 20.000 Einwohner an.

### Religionen
In Cape Coral gibt es derzeit 60 verschiedene Kirchen aus 22 unterschiedlichen Konfessionen, darunter ist die Baptistengemeinde mit 8 Kirchen am stärksten vertreten. Weiterhin gibt es 14 zu keiner Konfession gehörende Kirchen (Stand: 2004).

### Demographische Daten
Laut der Volkszählung 2010 verteilten sich die damaligen 154.305 Einwohner auf 78.948 Haushalte. Die Bevölkerungsdichte lag bei 566,5 Einw./km². 88,2 % der Bevölkerung bezeichneten sich als Weiße, 4,3 % als Afroamerikaner, 0,3 % als Indianer und 1,5 % als Asian Americans. 3,4 % gaben die Angehörigkeit zu einer anderen Ethnie und 2,3 % zu mehreren Ethnien an. 19,5 % der Bevölkerung bestand aus Hispanics oder Latinos.
Im Jahr 2010 lebten in 32,3 % aller Haushalte Kinder unter 18 Jahren sowie 30,7 % aller Haushalte Personen mit mindestens 65 Jahren. 71,6 % der Haushalte waren Familienhaushalte (bestehend aus verheirateten Paaren mit oder ohne Nachkommen bzw. einem Elternteil mit Nachkomme). Die durchschnittliche Größe eines Haushalts lag bei 2,53 Personen und die durchschnittliche Familiengröße bei 2,92 Personen.
24,8 % der Bevölkerung waren jünger als 20 Jahre, 21,5 % waren 20 bis 39 Jahre alt, 29,4 % waren 40 bis 59 Jahre alt und 23,9 % waren mindestens 60 Jahre alt. Das mittlere Alter betrug 42 Jahre. 48,8 % der Bevölkerung waren männlich und 51,2 % weiblich.
Das durchschnittliche Jahreseinkommen lag bei 51.407 $, dabei lebten 11,9 % der Bevölkerung unter der Armutsgrenze.
Im Jahr 2000 war Englisch die Muttersprache von 87,18 % der Bevölkerung, spanisch sprachen 7,62 % und 5,20 % hatten eine andere Muttersprache.
Schätzungsweise leben rund 40.000 Deutsche in Cape Coral, was etwa einem Fünftel der Einwohner der Stadt entspricht, womit der Ort eine der größten deutschen Communities in den Vereinigten Staaten hat.

## Wirtschaft und Infrastruktur
Die hauptsächlichen Beschäftigungszweige sind: Ausbildung, Gesundheit und Soziales (18,5 %), Handel/Einzelhandel (16,4 %), Zukunftstechnologien, Management, Verwaltung (10,5 %), Baugewerbe (12,3 %).

### Schulen
Die größten öffentlichen Schulen, die auch das Umland mitversorgen, sind:
| - Oasis Elementary Charter School - Skyline Elementary School, etwa 1050 Schüler - Diplomat Elementary School, etwa 1000 Schüler - Pelican Elementary School, etwa 1000 Schüler - Caloosa Elementary School, etwa 1000 Schüler - Gulf Elementary School, etwa 1000 Schüler - Cape Elementary School, etwa 900 Schüler | - Trafalgar Middle School, etwa 1350 Schüler - Caloosa Middle School, etwa 1250 Schüler - Gulf Middle School, etwa 1200 Schüler - Diplomat Middle School, etwa 1200 Schüler - Mariner High School, etwa 1950 Schüler - Cape Coral High School, etwa 1900 Schüler |

An weiterführenden Bildungseinrichtungen gibt es in der Stadt nur zwei kleine Einrichtungen, das „Lee County High Tech Center North“ mit etwa 120 Studenten, sowie die „Cape Coral Beauty School“. Weitere Universitäten und Colleges gibt es in Fort Myers, Bradenton, Lakeland, Tampa und Winter Haven.

### Kliniken
Die bekannteste Klinik in der Stadt ist das Cape Coral Hospital. Drei weitere große Kliniken bieten sich in Fort Myers an.

### Parks und Sportmöglichkeiten
Es gibt ein breites Angebot von verschiedenen Stadtparks sowie mehrere sportliche Einrichtungen sowie Spielwiesen und Möglichkeiten zum Camping und Grillen. Die interessantesten Parks sind: Jaycee Park, Rotary Park, und Sunsplash Family Waterpark, sowie Mike Greenwells, ein Familien Freizeitpark. Ebenso gibt es mehrere Golfplätze. Strand mit Fishing-Pier und Beachbar.

### Verkehr
Cape Coral wird vom Tamiami Trail (U.S. 41) tangiert und liegt unweit der Interstate 75. Außerdem führt die Florida State Road 78 durch die Stadt. Es gibt zwei mautpflichtige Brücken (Midpoint, nördliche Brücke & Cape Coral, südliche Brücke) über den Caloosahatchee River nach Fort Myers. Seit dem 1. November 2007 wird die Brückenmaut i.H.v. min. 6,00 $ (Stand November 2024) nur noch in eine Richtung, nämlich von Fort Myers nach Cape Coral, erhoben. Die Fahrt von Cape Coral nach Fort Myers wird nicht mit einer Maut belegt. Mit dem Flugzeug ist Cape Coral über den etwa 30 km entfernten Southwest Florida International Airport bei Fort Myers zu erreichen.

### Infrastruktur

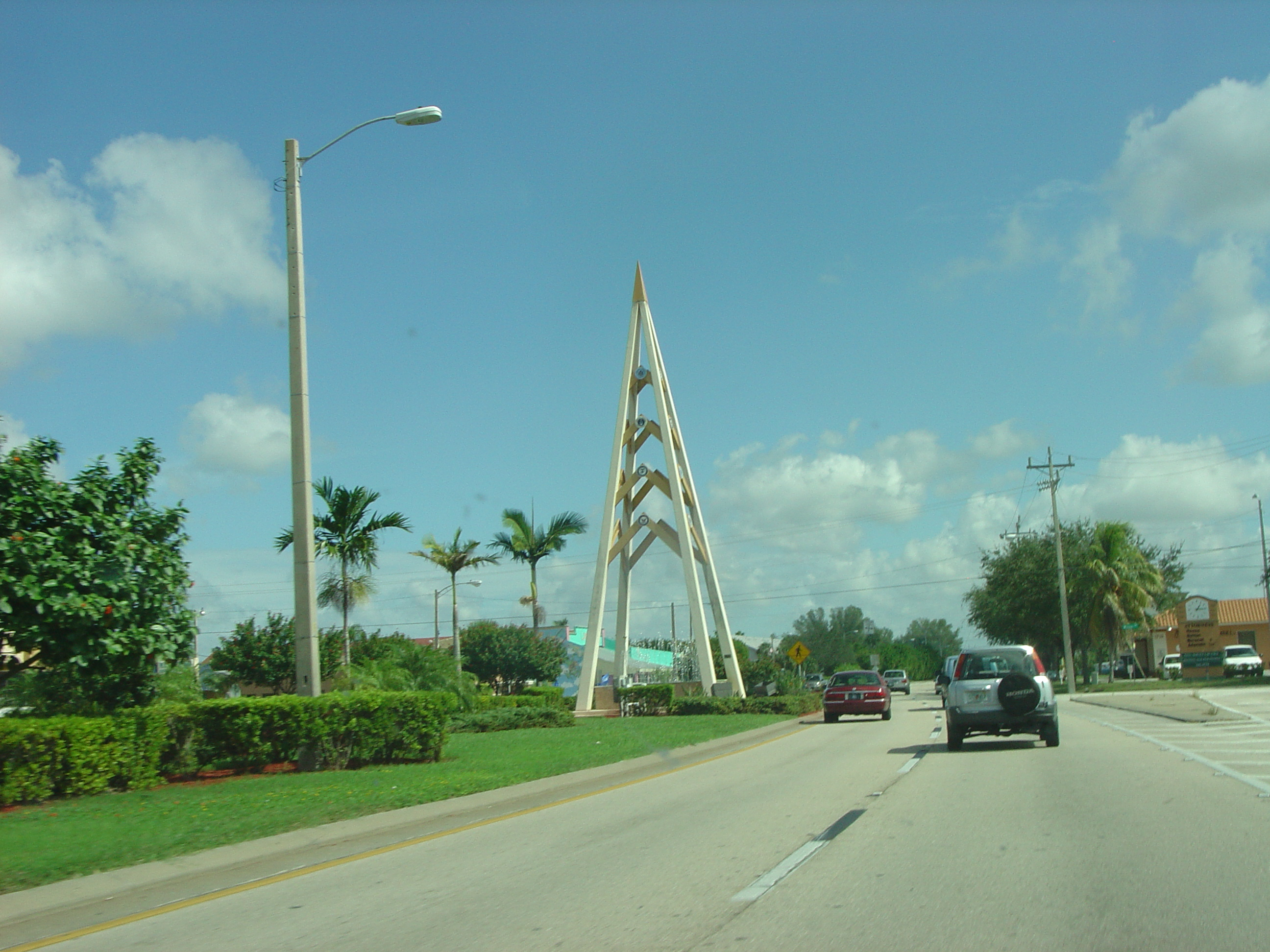
Cape Coral Parkway

#### Kanäle
Die Stadt verfügt über mehr als 400 Meilen (640 km) Kanäle. Die meisten dieser Kanäle sind befahrbar, und einige bieten Zugang zum Golf von Mexiko. Das Kanalsystem von Cape Coral ist so umfangreich, dass die lokale Ökologie und die Gezeiten beeinflusst wurden. Das System ermöglicht vielen Bewohnern ein Leben am Wasser mit Zugang zum Golf von Mexiko über den breiten Caloosahatchee River und den Matlacha Pass. Das Amt für Parks und Freizeit betreibt drei öffentliche Bootsanlegestellen. Der Golf von Mexiko bietet Zugang zu kleineren tropischen Inseln, Rookeries und Angelgründen.

#### Straßen und Brücken
Die Interstate 75 verläuft innerhalb von 10 Meilen (16 km) von Cape Coral und führt nach Norden in Richtung Tampa sowie nach Südosten nach Miami. Cape Coral grenzt an die U.S. Highway 41. Die U.S. 41 und die I-75 sind über die State Route 78 (Pine Island Road) erreichbar. Innerhalb der Stadt wurde ein Netzwerk von Hauptverkehrsstraßen eingerichtet. Cape Coral verfügt über etwa 1.100 Meilen (1.800 km) Straßen. Im Allgemeinen sind die Nord-Süd-Routen gleichmäßig etwa alle ein oder zwei Meilen (3 km) voneinander entfernt und die meisten von ihnen haben mindestens vier Fahrspuren.
Cape Coral ist mit der Südseite des Caloosahatchee River durch zwei Brücken verbunden. Die 1.000 Meter lange Cape Coral Bridge verbindet die Cape Coral Parkway mit dem College Parkway in McGregor. Die Midpoint Memorial Bridge verbindet den Veterans Parkway mit dem Colonial Boulevard in Fort Myers. Mehrere andere Brücken überqueren den Caloosahatchee River östlich von Cape Coral in dem angrenzenden North Fort Myers. Im Jahr 2026 planen das Lee County Department of Transportation und die Stadt Cape Coral den Bau eines neuen westlichen Teils für die Cape Coral Bridge. Der westliche Abschnitt, der 1964 erbaut wurde, erfüllt nicht die Anforderungen, die vom Lee County festgelegt wurden. Das 185 Millionen Dollar-Projekt wird eine neue Fußgängerbrücke, eine Erweiterung auf 6 Fahrspuren auf beiden Abschnitten, die Entfernung des Mautbooths auf der Fort Myers-Seite und eine Erweiterung der Kreuzung von Cape Coral Parkway und Del Prado Boulevard umfassen.

#### Dienstprogramme

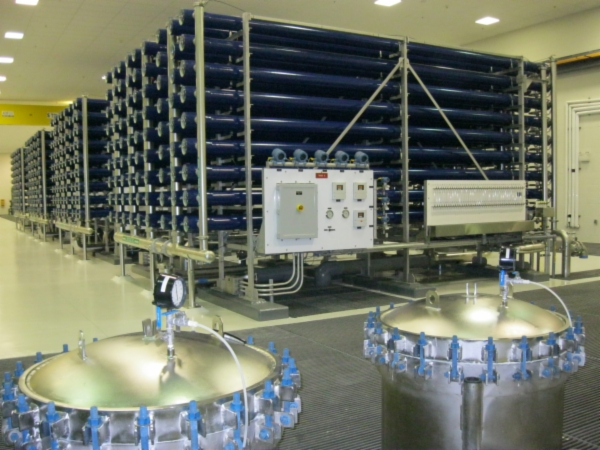
Reverse osmosis water purification plant in north Cape Coral

Im Jahr 1977 wurde Cape Coral die erste Stadt in den Vereinigten Staaten, die die Umkehrosmose (engl. reverse osmosis) in großem Umfang zur Wasseraufbereitung einsetzte, mit einer anfänglichen Betriebskapazität von 3 Millionen US-Gallonen (11.000 m³) pro Tag. Bis 1985 hatte die Stadt die größte Niederdruck-Umkehrosmoseanlage der Welt, die in der Lage war, 15 Millionen Gallonen pro Tag (56.780 m³/Tag) zu produzieren.
Abwasser wird gesammelt und hochgradig gereinigt, um wiederaufbereitetes Wasser, lokal als „rescued water“ bekannt, zu erzeugen. Dieses wiederaufbereitete Wasser wird über ein duales Rohrsystem in der gesamten Stadt verteilt und für die Bewässerung verwendet. Alternativ kann wiederaufbereitetes Wasser auch in den Caloosahatchee River abgeleitet werden.
Cape Coral war unter den ersten in Florida, die den neuen 4,9-GHz-Vor-WiMax-Funkkanal einsetzten, der 2003 von der Federal Communications Commission (FCC) exklusiv für die Nutzung im Bereich öffentliche Sicherheit autorisiert wurde.